# Niamh Bhreathnach

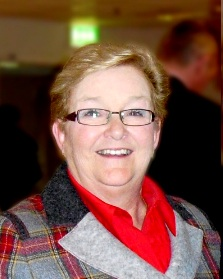
Niamh Bhreathnach, 2011

Niamh Bhreathnach (* 1. Juni 1945 in Loughlinstown, heute County Dún Laoghaire-Rathdown; † 6. Februar 2023 in Dublin) war eine irische Politikerin der Labour Party.
Bhreathnach gehörte von 1992 bis 1997 dem 27. Dáil Éireann an. In dieser Zeit war sie vom 12. Januar 1993 bis zum 17. November 1994 sowie erneut vom 15. Dezember 1994 bis zum 26. Juni 1996 Bildungsministerin.
Am 13. Juni 1997 wurde sie von Taoiseach John Bruton in den 20. Seanad Éireann nominiert. Dem im September desselben Jahres neu zusammentretenden 21. Seanad Éireann gehörte sie nicht mehr an.
Niamh Bhreathnach starb am 6. Februar 2023 im Alter von 77 Jahren.